# Pierre Flote
Pierre Flote (geboren 2e helft 13e eeuw mogelijks in Laroche-près-Feyt - Kortrijk, 13 juli 1302) was een Frans edelman en rechtsgeleerde. Hij was als kanselier van Frankrijk een machtige raadgever voor de Franse koning Filips IV.

## Familie
Pierre Flote was afkomstig van lokale adel in het graafschap van de Dauphiné. Hij was gehuwd met Flandrine de Chatillon-en-Bazois en zij hadden twee kinderen: Françoise en Guillaume, die zichzelf noemden de Flotte.

## Carrière voor kanselierschap
Pierre Flote trad in dienst van een dynastie in de Dauphiné, namelijk het Huis van La Tour Du Pin. Hij werkte vele jaren als jurist voor Humbert de la Tour du Pin, die het zelf schopte tot Dauphin. Flote liet zich opmerken in een juridisch grensdispuut tussen de Dauphiné en het naburige graafschap Savoye. Beide graafschappen behoorden toen niet tot de Franse Kroon maar tot het Rooms-Duitse Rijk.

## Kanselier van Frankrijk
In 1295 benoemde koning Filips IV hem tot kanselier van Frankrijk, een juridische functie die tot dan in handen was van de clerus. Pierre was de eerste leken-kanselier, en wel met een duidelijke opdracht. Flote diende de strategie te ontwerpen waarmee Filips IV de macht van paus Bonifatius VIII kon breken. Flote werd in 1296 benoemd tot Hofraad van Filips IV en kreeg in 1297 van Filips IV het kasteel van Ravel. 
De paus verbood met de bul Clericis Laicos aan Franse clerici om belastingen te betalen aan de Franse Kroon, tenzij met pauselijke toestemming. Flote en andere juristen lieten Filips IV decreteren dat goud- en zilvertransport van Frankrijk naar Rome verboden was; de paus verloor inkomsten. De paus gaf (voorlopig) toe via zijn nieuwe bul Romana Mater Ecclesia. De paus benoemde vervolgens zijn vriend Bernard Saisset als bisschop in het nieuw opgerichte bisdom Pamiers, teneinde invloed te krijgen op Franse bodem. Koning Filips IV liet Bernard Saisset arresteren, wat een provocatie was naar pauselijke normen. Paus Bonifatius VIII stuurde hierop een vermanende bul, Ausculta Fili (Latijn: luister mijn zoon) naar Parijs. Flote organiseerde het Franse antwoord op deze bul, waarin de kerkelijke heer het laatste woord mocht hebben over de wereldelijke heer. In de Notre-Dame in Parijs riep Flote voor het eerst in de geschiedenis van Frankrijk een Staten-Generaal samen. Het was april 1302. Ten overstaan van de Drie Standen (kerk; adel; steden) interpreteerde Flote de pauselijke bul op een erg afgezwakte wijze. Hij liet zijn anti-Roomse visie, deze van de Franse Kroon, goedkeuren door de Drie Standen.

## Guldensporenslag
Drie maanden later, op 11 juli 1302, sneuvelde Flote in Kortrijk. Hij vocht aan de Franse zijde in de Guldensporenslag in dienst van Filips IV. Zijn politieke opvolger in de strijd tegen het pausdom werd Guillaume de Nogaret. De zoon van Flote, Guillaume de Flotte, was op het moment van de Guldensporenslag aartsdiaken in Vlaanderen; deze stapte onmiddellijk uit het priesterschap en keerde naar het kasteel van Ravel terug. Zoon Guillaume de Flotte zou later kanselier van Frankrijk worden onder het koningschap van Filips VI.
- Gemeinsame Normdatei: 1206501294
- Virtual International Authority File: 5918158491040211920004